# Kitui
Kitui er en by i Østprovinsen i det sydøstlige Kenya. Byen har 29.062 (2019) indbyggere og er hovedby i distriktet Kitui.